# Ludwig Ott
Pour les articles homonymes, voir Ott.
Ludwig Ott (né le 24 août 1906 à Neumarkt-St. Helena, décédé le 25 août 1985 à Eichstätt) était un théologien catholique et médiéviste.

## Biographie
Après sa formation à l'Université catholique d'Eichstätt-Ingolstadt (de), il fut ordonné prêtre en 1930. Il passa son doctorat à Munich (1931-1936) auprès de Martin Grabmann, qui l'introduisit au développement de la théologie médiévale. En 1936 il devint professeur extraordinaire et en 1941 professeur titulaire de dogmatique à l'Université catholique d'Eichstätt-Ingolstadt qu'il dirigea en tant que recteur de 1960 à 1962.
Ses recherches concernaient la plupart du temps le domaine de la dogmatique, en particulier les débuts de la scolastique, par exemple Hugues de Saint-Victor. Son Grundriss der Dogmatik (Fondement de la dogmatique) est un ouvrage essentiel pour les études ; destiné aux prêtres et aux laïcs, il a été traduit en plusieurs langues (même en arabe) et déjà réédité plus de 10 fois. Capitale aussi pour les études est sa réédition de l'ouvrage important de Grabmann "Mittelalterliches Geistesleben", œuvre posthume de ce médiéviste considérable, comme l'est sa collaboration au Handbuch der Dogmengeschichte (Manuel d'histoire de dogmes).

## Œuvres
- Das Weihesakrament. Herder: Freiburg 1969 (HDG IV/5)
- Grundriss der Katholischen Dogmatik, 10e édition, Herder: Freiburg 1981.  (ISBN 3-451-13541-8)
- Grundriss der Katholischen Dogmatik, 11e édition avec addenda, nova & vetera, 2005,  (ISBN 3-936741-25-5)
- Die Lehre des Durandus de S. Porciano O. P. vom Weihesakrament: dargestellt nach den verschiedenen Redaktionen seines Sentenzenkommentars und nach der Diskussion der Dominikanertheologie des beginnenden 14. Jahrhunderts. Schöningh: München, Paderborn, Wien 1972.  (ISBN 3-506-79417-5)
- Mittelalterliches Geistesleben, 3e édition avec la bibliographie de Martin Grabmann. Olms: Hildesheim 1975 (édition complétée de l'édition de Munich 1956),  (ISBN 3-487-05666-6)
- Köstler, Hermann et Ott, Ludwig: Martin Grabmann: Nachlass u. Schrifttum. Schöningh: Paderborn 1980,  (ISBN 3-506-79430-2)

## Source
- (de) Cet article est partiellement ou en totalité issu de l’article de Wikipédia en allemand intitulé « Ludwig Ott » (voir la liste des auteurs).